# Поливалентные вакцины
Поливале́нтные вакци́ны (также политиповые, поливариантные, полиштаммовые; от греч. polys — многочисленный + лат. valentia — сила и вакцина) — вакцины, содержащие в своём составе несколько типов антигена (штаммов, типов или вариантов возбудителя одной болезни).
Например, поливалентная вакцина против лептоспироза животных состоит из восьми серологических вариантов.

## Примеры поливалентных вакцин
Поливалентные вакцины могут содержать:
- антигены возбудителей одной инфекции, но относящихся к разным штаммам. Так, вакцины от гриппа, обычно содержат три, иногда четыре, разных штамма вируса гриппа, которые меняются каждый год (Ваксигрип, Гриппол плюс, Гриппол Квадривалент,  Инфлювак);
- антигены возбудителей одного заболевания, но относящиеся к разным серотипам. Вакцина Пневмо 23 содержит 23 серотипа Streptococcus pneumoniae, возбудителя пневмококковых инфекций, в том числе пневмоний;

В случае, если вакцина содержит антигены возбудителей разных инфекций, её относят к комбинированным вакцинам. Такие вакцины, как АКДС, Пентаксим, Тетраксим содержат в себе антигены различных инфекций (коклюш, гемофильная инфекция (в составе вакцины Пентаксим), дифтерия, столбняк, полиомиелит);